# 갈디에리아속
갈디에리아속(Galdieria)은 키아니디움강 키아니디움목에 속하는 홍조류 속의 하나이다. 갈디에리아과(Galdieriaceae)의 유일속으로 5종을 포함하고 있다. 호열성, 호산성 홍조류이다.

## 하위 종
- G. daedala
- G. maxima
- G. partita
- G. phlegrea
- G. sulphuraria